# Episodi di Matlock (sesta stagione)
La sesta stagione della serie televisiva Matlock, composta da 22 episodi, è stata trasmessa negli Stati Uniti dal canale NBC tra il 1991 e il 1992.
| nº | Titolo originale             | Titolo italiano                   | Prima TV USA | Prima TV Italia |
| -- | ---------------------------- | --------------------------------- | ------------ | --------------- |
| 1  | The Witness Killings: Part 1 | Ricordi d'infanzia (Parte 1)      |              |                 |
| 2  | The Witness Killings: Part 2 | Ricordi d'infanzia (Parte 2)      |              |                 |
| 3  | The Strangler                | Lo strangolatore                  |              |                 |
| 4  | The Nightmare                | L'incubo                          |              |                 |
| 5  | The Marriage Counselor       | Il consulente matrimoniale        |              |                 |
| 6  | The Dame                     | Tale padre tale figlio            |              |                 |
| 7  | The Suspect: Part 1          | Topi d'appartamento (Parte 1)     |              |                 |
| 8  | The Suspect: Part 2          | Topi d'appartamento (Parte 2)     |              |                 |
| 9  | The Defense                  | Un padre violento                 |              |                 |
| 10 | The Game Show                | Il gioco a premi                  |              |                 |
| 11 | The Foursome                 | L'amica di Julie                  |              |                 |
| 12 | The Picture: Part 1          | Fotomontaggio - 1ª parte          |              |                 |
| 13 | The Picture: Part 2          | Fotomontaggio - 2ª parte          |              |                 |
| 14 | The Outcast: Part 1          | Vado in pensione (Parte 1)        |              |                 |
| 15 | The Outcast: Part 1          | Vado in pensione: (Parte 2)       |              |                 |
| 16 | The Big Payoff               | Polizza sulla vita                |              |                 |
| 17 | The Abduction                | Una provvidenziale allergia       |              |                 |
| 18 | Mr. Awesome                  | Mr. Awesome e il giustiziere      |              |                 |
| 19 | The Evening News: Part 1     | Giornalisti pericolosi - 1ª parte |              |                 |
| 20 | The Evening News: Part 2     | Giornalisti pericolosi - 2ª parte |              |                 |
| 21 | The Assassination: Part 1    | Caso per due - 1ª parte           |              |                 |
| 22 | The Assassination: Part 2    | Caso per due - 2ª parte           |              |                 |